# Stefan Pettersson (hockeista su ghiaccio)
Stefan Pettersson (Farsta, 19 giugno 1977) è un ex hockeista su ghiaccio svedese, di ruolo ala sinistra.

## Carriera

### Club
Pettersson crebbe hockeisticamente dapprima nell'Haninge HF, poi nell'Huddinge IK (con cui disputò il campionato under 20 e fece l'esordio in Division 1 i ishockey, la terza serie svedese, nel 1996), ed infine nell'Hammarby IF. Giocò in Division 1 per altre due stagioni, per esordire in HockeyAllsvenskan nel 1999-2000 con la maglia dell'IK Oskarshamn. La stagione successiva fu acquistato dal Linköpings HC, con cui a fine stagione raggiunse la promozione in Elitserien, venendo poi confermato per le due stagioni successive.
In massima serie vestì poi le maglie di Djurgården (2003-2004), HV71 (2004-2007) e Södertälje SK (2007-2010).
Nel gennaio del 2010 fu tagliato dal Södertälje. Fu dunque ingaggiato dal Cortina, che - nonostante le sue buone prestazioni - chiuse comunque la stagione all'ultimo posto.
Per il 2010-2011 tornò in Allsvenskan all'IK Oskarshamn, di cui fu capitano. Annunciò il ritiro al termine della stagione.
Dopo due anni di stop, riprese a giocare in Division 2 i ishockey, la quarta serie, con la maglia dell'Haninge Anchors, squadra nata dalla fusione di Haninge HF Vendelsömalmsvägen IK e Västerhaninge IF nel maggio 2013. Dopo il ritiro nel 2015 è stato per alcune stagioni membro dello staff coach degli stessi Anchors.

### Nazionale
Vanta 10 presenze nella nazionale svedese, tra il 2003 e il 2007.